# ФК Естерсунд
ФК Естерсунд је шведски фудбалски клуб из Естерсунда који се такмичи у Првој лиги Шведске. Своје утакмице као домаћини играју на Емткрафт арени, капацитета 9.165 места. Клуб је основан 31. октобра 1998. године.
Традиционалне боје клуба су црна и бела. Освојили су Куп Шведске 2017. године.

## Трофеји
- Куп Шведске: победник

2017.

## Естерсунд у европским такмичењима
| Сезона  | Такмичење        | Коло               | Клуб           | Дом. терен | Гос. терен | Укупно               |
| ------- | ---------------- | ------------------ | -------------- | ---------- | ---------- | -------------------- |
| 2017/18 | УЕФА лига Европе | 2. коло кв.        | Галатасарај    | 2:0        | 1:1        | 3–1                  |
| 2017/18 | УЕФА лига Европе | 3. коло кв.        | Фола Еш        | 1:0        | 2:1        | 3–1                  |
| 2017/18 | УЕФА лига Европе | плеј оф            | ПАОК           | 2:0        | 1:3        | 3–3 (пг)             |
| 2017/18 | УЕФА лига Европе | група Ј            | Атлетик Билбао | 2:2        | 0:1        | 2. од укупно 4 места |
| 2017/18 | УЕФА лига Европе | група Ј            | Херта          | 1:0        | 1:1        | 2. од укупно 4 места |
| 2017/18 | УЕФА лига Европе | група Ј            | Зорија Луганск | 2:0        | 2:0        | 2. од укупно 4 места |
| 2017/18 | УЕФА лига Европе | шеснаестина финала | Арсенал        | 0:3        | 2:1        | 2–4                  |